# Antonio Gómez Restrepo
Antonio Gómez Restrepo  (13 de enero de 1869-6 de noviembre de 1947) fue un escritor, diplomático y crítico literario colombiano.

## Vida
Cursó la educación primaria en el colegio de su padre don Ruperto Gómez y posteriormente se volvió autodidacta. En 1881 escribe un artículo sobre el nacimiento de Simón Bolívar, el cual resulta publicado en la prensa bogotana; este hecho lo inclina definitivamente por la literatura.
En su vida adulta, junto a la literatura, se dedica a la cátedra universitaria en la Universidad del Rosario y al servicio diplomático. En 1892 ejerce como secretario de la Embajada en España, aprovechando sus tiempos libres para asistir a los cursos de don Marcelino Menéndez Pelayo en la Universidad Central de Madrid. Regresa a Colombia y se vincula al Ministerio de Relaciones Exteriores, donde ejerce como Secretario General durante más de dos décadas; en 1909 ejerce como Ministro de Instrucción Pública bajo el gobierno de Rafael Reyes y se encarga brevemente del Ministerio de Gobierno; en 1921, 1922, 1925 y entre 1926 y 1927 se encarga del Ministerio de Relaciones Exteriores.
Recibió los títulos de doctor honoris causa e Filosofía y Letras por la Universidad del Rosario, y en Leyes por la Universidad de Chile; fue Secretario Perpetuo de la Academia Colombiana de la Lengua y correspondiente de la Real Academia Española. El 4 de octubre de 1921 fue nombrado miembro correspondiente y honorario de la Academia Mexicana de la Lengua.

## Obra
Cultivó la lírica en libros de poemas como Ecos perdidos, Sonetos y Relicario; pero su gran aporte a la cultura colombiana lo constituye su labor como crítico literario, a través de Ensayos sobre los estudios críticos de don Rafael Merchán, Apuntes de literatura, En la región del ensueño: fantasía en un acto y en especial, los cuatro tomos de la Historia de la Literatura Colombiana.